# Jaap J. Vermeulen
Jaap Jan Vermeulen, född 1955, är en nederländsk botaniker specialiserad på orkidésläktet Bulbophyllum.
Auktorsnamnet J.J.Verm. kan användas för Jaap J. Vermeulen i samband med ett vetenskapligt namn inom botaniken; se Wikipediaartiklar som länkar till auktorsnamnet.